# Würschwitz
Würschwitz ist ein Dorf im Landkreis Leipzig in Sachsen. Politisch gehört der Ort seit Anfang 2011 zu Grimma. Er liegt zwischen Nerchau und Thümmlitz.
Urkundlich wurde Würschwitz 1378 das erste Mal als „Wirschewicz, Werschewicz“ genannt. Weitere Nennungen waren:
- 1495: Werschwicz
- 1529: Werschwitz
- 1548: Werschwietz
- 1580: Wersitz
- 1753: Würschütz
- 1875: Würschwitz (Werschütz)

## Entwicklung der Einwohnerzahl
| Jahr    | Einwohnerzahl                                      |
| ------- | -------------------------------------------------- |
| 1548/52 | 10 besessene Mann, 7 Inwohner, 10 Hufen            |
| 1764    | 10 besessene Mann, 1 Gärtner, 10 Häusler, 10 Hufen |
| 1834    | 157                                                |

| Jahr | Einwohnerzahl |
| ---- | ------------- |
| 1871 | 182           |
| 1890 | 169           |
| 1910 | 183           |

| Jahr | Einwohnerzahl |
| ---- | ------------- |
| 1925 | 205           |
| 1939 | 186           |
| 1946 | 256           |